# C/1797 P1 Bouvard-Herschel
C/1797 P1 Bouvard-Herschel è una cometa non periodica scoperta ad occhio nudo da Alexis Bouvard e da Caroline Lucretia Herschel.
Il 16 agosto 1797 la cometa è passata a sole 0,0879 UA dalla Terra piazzandosi così al 25º posto tra le comete che hanno avvicinato la Terra negli ultimi 2.000 anni.